# Kricogonia
Kricogonia é um género de borboletas da família Pieridae. Elas são nativas das Américas.
Elas foram descritas pela primeira vez em 1863 por Tryon Reakirt.

## Espécies
- Kricogonia cabrerai Ramsden, 1920
- Kricogonia lyside (Godart, 1819)